# Papa Gregorio VIII
Gregorio VIII, nato Alberto di Morra (Benevento, 1100 circa – Pisa, 17 dicembre 1187), è stato il 173º papa della Chiesa cattolica dal 25 ottobre 1187 fino alla sua morte, con un periodo di governo particolarmente breve.

## Biografia

### Formazione e carriera ecclesiastica

La Croce di Santiago simbolo dell'ordine omonimo.

Figlio del nobile Sartorius di Morra, studiò in Francia. Mantenne frequenti contatti con i Canonici regolari premostratensi di Laon; è possibile che abbia pronunciato i voti presso di loro. Tornato in Italia si laureò all'Università di Bologna, ove fu anche professore di diritto.
In età avanzata, la fama raggiunta nel magistero giuridico favorì il suo ingresso nella Curia romana. Nel concistoro del dicembre 1155 papa Adriano IV lo nominò cardinale diacono con il titolo di Sant'Adriano. Nel 1158 optò per il titolo presbiterale di San Lorenzo in Lucina. Tra il 1161 ed il 1162 fu legato pontificio in Dalmazia ed Ungheria e tra il 1171 e il 1173 in Francia. Nel 1172, in qualità di legato pontificio, partecipò ad un concilio ad Avranches, che assolse Enrico II d'Inghilterra dalla colpa di aver assassinato Tommaso Becket.

Fu inoltre il proponente della Terza crociata. Fervente sostenitore della costituzione dell'ordine monastico-militare dei Cavalieri di Santiago, ne compose la regola nel 1175. Negli anni fra il 1177 e 1180 fu legato pontificio in nord Italia. Fu Cancelliere della Santa Sede dal 1178.
Nel 1182 divenne cardinale protopresbitero, carica che mantenne fino alla sua elezione al soglio pontificio.

#### Conclavi
Il cardinale Alberto Morra partecipò a tutte e quattro le elezioni pontificie che si svolsero durante il periodo del suo cardinalato:
- conclave del 1159, che elesse papa Alessandro III;
- conclave del 1181, che elesse papa Lucio III;
- conclave del 1185, che elesse papa Urbano III;
- conclave dell'ottobre 1187, che lo elesse come papa Gregorio VIII.

### Pontificato
Venne consacrato papa come successore di Urbano III al conclave tenutosi a Ferrara il 25 ottobre 1187. 

Morì di febbre il 17 dicembre dello stesso anno a Pisa (nella cui cattedrale è oggi sepolto), mentre era intento nell'opera di riappacificazione tra Pisa stessa e Genova, che voleva coalizzate nella guerra santa contro i musulmani. 

Stessa opera di riappacificazione aveva intrapreso nei confronti di Federico Barbarossa, che della crociata avrebbe dovuto essere il perno, almeno nelle intenzioni del Papa, ma che invece continuava nel suo intransigente atteggiamento di ostilità nei confronti della Sede romana.
Gli succedette Clemente III.

#### Concistori per la creazione di nuovi cardinali
Non risulta dalle fonti documentarie che Papa Gregorio VIII durante il suo pontificato abbia creato dei cardinali.

## Successione apostolica
La successione apostolica è:
- Vescovo Gerardo di Gisla (1187)